# دیث پران
دیث پران (خمر: ឌិត ប្រន؛ ۲۷ سپتامبر ۱۹۴۲ – ۳۰ مارس ۲۰۰۸) عکاس، و روزنامه‌نگار اهل کامبوج بود. او به عنوان یکی از بازماندگان نسل‌کشی کامبوج شناخته می‌شود. زندگی‌نامه او موضوع فیلم میدان‌های کشتار بود که برنده جایزه اسکار شد.